# あの夏色の空へと続く
『あの夏色の空へと続く』（あのなついろのそらへとつづく）はなついろの1枚目のアルバム。

## 概要
森川七月率いるユニットのアルバム。「always be my baby」は森川が作詞を、「Rain 〜雨音の調べ〜」は北川加奈が作曲。その他の楽曲の作詞に関しては山崎と新名が合作で担当している。ytv「音楽ノチカラ」11月度エンディングテーマとして起用されたサーフロック調の「exotic Love 〜君の過去も全部抱きしめたい〜」はプロモーションビデオも制作されている。。

## 収録曲
1. exotic Love 〜君の過去も全部抱きしめたい〜
作詞：山崎好詩未、新名悠人　作曲・編曲：徳永暁人
2. Beautiful
作詞：新名悠人、山崎好詩未　作曲：大野愛果 編曲：葉山たけし
3. 君の涙にこんなに恋してる
作詞：奥野夏夕　作曲：大野愛果　編曲：葉山たけし
4. 「if」
作詞：山崎好詩未、新名悠人　作曲：大野愛果　編曲：葉山たけし
5. あの夏色の空へと続く
作詞：山崎好詩未、新名悠人　作曲：大野愛果　編曲：葉山たけし
6. always be my baby
作詞：森川七月　作曲：大野愛果　編曲：安部智樹
7. Rain 〜雨音の調べ〜
作詞：山崎好詩未、新名悠人　作曲：北川加奈　編曲：葉山たけし
8. 夜に抱かれて
作詞：山崎好詩未、新名悠人　作曲：大野愛果　編曲：葉山たけし
9. For Dear
作詞：山崎好詩未、新名悠人　作曲：大野愛果　編曲：徳永暁人
10. answer
作詞：新名悠人　作曲・編曲：徳永暁人
11. Girls Song !!!
作詞：山崎好詩未　作曲：安部智樹　編曲：徳永暁人